# Hystiopsis phaica
Hystiopsis phaica es una especie de insecto coleóptero de la familia Chrysomelidae.
Fue descrita científicamente en 1966 por Blake.